# Daiki Sugioka
Daiki Sugioka (jap. 杉岡 大暉, Sugioka Daiki; * 8. September 1998 in Adachi, Präfektur Tokio) ist ein japanischer Fußballspieler.

## Karriere

### Verein
Daiki Sugioka erlernte das Fußballspielen in den Jugendmannschaften vom Register FC und dem FC Tokyo sowie in der Schulmannschaft der Funabashi Municipal High School. Seinen ersten Profivertrag unterschrieb er 2017 bei Shonan Bellmare. Der Verein aus der Hafenstadt Hiratsuka in der Präfektur Kanagawa spielte in der ersten Liga des Landes, der J1 League. Bis 2019 absolvierte der Verteidiger 95 Spiele für den Club. 2018 gewann er mit Bellmare den J. League Cup. 2020 wechselte er zum Ligakonkurrenten Kashima Antlers nach Kashima. Im August 2021 wurde er an seinen ehemaligen Verein Shonan Bellmare ausgeliehen. Nach seiner Ausleihe, in der er 37 Ligaspiele absolvierte, wurde er von Shonan am 1. Februar 2023 fest unter Vertrag genommen. Im Juli 2024 wechselte er auf Leihbasis zum Ligakonkurrenten FC Machida Zelvia. Hier bestritt er zwölf Ligaspiele. Nach der Ausleihe kehrte er Anfang 2025 wieder zu Shonan Bellmare zurück. Im Februar 2025 wechselte er zu dem ebenfalls in der ersten Liga spielenden Kashiwa Reysol.

### Nationalmannschaft
Von 2017 bis 2018 spielte er für die japanischen Juniorennationalmannschaften. Dreimal für die U20, dreimal für die U21 und achtmal für die U23. Seit 2019 spielt er für die japanische Fußballnationalmannschaft. Sein Debüt gab er am 18. Juni 2019 bei der Copa América gegen Chile.

## Erfolge
Shonan Bellmare
- Japanischer Zweitligameister: 2017  ▲
- Japanischer Ligapokalsieger: 2018